# Fraize (tổng)
Tổng Fraize là một tổng của Pháp, tọa lạc tại tỉnh Vosges trong vùng Lorraine của Pháp.

## Phân chia hành chính
Tổng Fraize được chia thành 9 xã:
- Anould: 2 992 dân
- Ban-sur-Meurthe-Clefcy: 798 dân
- La Croix-aux-Mines: 575 dân
- Entre-deux-Eaux: 450 dân
- Fraize: 2 990 dân
- Mandray: 619 dân
- Plainfaing: 1 764 dân
- Saint-Léonard: 1 220 dân
- Le Valtin: 98 dân

## Hành chính
| Période                                   | Tên            | Đảng | Tư cách                           |
| ----------------------------------------- | -------------- | ---- | --------------------------------- |
| Dữ liệu trước đây không còn được biết rõ. |                |      |                                   |
|                                           | Jean Claude    | PS   | Hiệu trưởng về hưu                |
|                                           | ...            |      |                                   |
| 1952 - 1961                               | Henri Lalevée  |      | Viện trưởng về hưu                |
|                                           | ...            |      |                                   |
| 1934 - 1942 et 1944 - 1945                | Julien Léonard | PCF  | (1876-1947) Thị trưởng Plainfaing |

## Liens externes
- Le canton sur l´Insee
- Localisation của canton sur une carte de France Lưu trữ ngày 29 tháng 6 năm 2007 tại Wayback Machine